# Lutz Philipp
Lutz Philipp (* 14. Oktober 1940 in Königsberg; † 1. Februar 2012 in Darmstadt) war ein deutscher Langstreckenläufer.

## Wirken
Lutz Philipp war 24 Mal Deutscher Meister, hierbei 21 Mal für den ASC Darmstadt. 1964 schied er bei den Olympischen Spielen in Tokio über 5000 Meter im Vorlauf aus.
Im darauf folgenden Jahr stellte er mit 28:44,8 min über 10.000 Meter zunächst einen DLV-Rekord auf und erzielte dann eine Woche, nachdem er über dieselbe Distanz seinen ersten Deutschen Meistertitel gewonnen hatte, am 12. August in Augsburg mit 28:35,6 min einen gesamtdeutschen Rekord. Bei der Universiade gewann er über 5000 Meter die Silbermedaille.
Bei den Leichtathletik-Europameisterschaften 1966 in Budapest wurde er Zwölfter über 10.000 Meter. Im Jahr darauf holte er über dieselbe Distanz Bronze bei der Universiade.
1968 gelang ihm am 1. August in Kassel mit 28:27,2 min ein weiterer DLV-Rekord über 10.000 Meter, und bei den Olympischen Spielen in Mexiko-Stadt kam er in dieser Disziplin auf den 23. Platz.
Für die Leichtathletik-Europameisterschaften 1969 war er nominiert, startete aber wegen des Boykotts der DLV-Athleten nicht.
1970 siegte er beim Paderborner Osterlauf und lief dann bei seinem Debüt auf der Marathondistanz am 25. April in Werther (Westf.) mit 2:15:23 h einen DLV-Rekord. Am 24. Juni folgte mit 28:23,4 min ein weiterer bundesdeutscher Rekord über 10.000 Meter. Im Jahr darauf wurde er Deutscher Meister im Marathonlauf und kam beim Marathon der Europameisterschaften in Helsinki auf den siebten Platz.
1972 siegte er bei den Offenen Britischen Meisterschaften mit dem gesamtdeutschen Rekord von 2:12:50 h. Nachdem er beim Marathon der Olympischen Spiele in München nicht über den 32. Platz hinausgekommen war, verteidigte er im Herbst seinen nationalen Marathontitel.
Mit 1:15:32,6 h stellte er am 20. Mai 1973 einen gesamtdeutschen Rekord im 25.000-Meter-Bahnlauf auf, der erst 1999 von Stéphane Franke gebrochen wurde. Im September wurde er zum dritten Mal Deutscher Marathonmeister, und am 14. Oktober folgte mit 20.237 Metern ein DLV-Rekord im Stundenlauf (auch die 20.000-Meter-Zwischenzeit von 59:20,2 min war bundesdeutscher Rekord).
Mit einem vierten Platz bei den Deutschen Marathonmeisterschaften 1974 und einem siebten 1975 ließ er seine hochleistungssportliche Karriere ausklingen. Bis ins Alter war er jedoch als Läufer aktiv und gewann von 1979 bis 1987 die ersten neun Austragungen des Koberstädter Wald-Marathons (1985 mit dem aktuellen Streckenrekord von 2:30:48 h).
Neben seinen drei Marathontiteln wurde er dreimal nationaler Meister über 10.000 Meter (1965, 1967, 1972) und sechsmal im Wald- bzw. Crosslauf (1967, 1969–1973).
Lutz Philipp startete bis 1966 für den LBV Phönix Lübeck, dann bewog ihn Helmut Meyer zu einem Wechsel zum Studium an die TH Darmstadt und zum Start für den ASC Darmstadt. Von Beruf war er Oberstudienrat (Gymnasiallehrer) an der Justus-Liebig-Schule in Darmstadt. Er wurde von Walter Weba trainiert und orientierte sich am Training von Ernst van Aaken.

## Persönliche Bestleistungen
- 3000 m: 8:00,8 min, 12. Mai 1965, Hamburg
- 5000 m: 13:44,0 min, 17. Juli 1965, Berlin
- 10.000 m: 28:23,4 min, 24. Juni 1970, Koblenz
- 20.000 m: 59:20,2 min, 14. Oktober 1973, Colombes (Zwischenzeit)
- Stundenlauf: 20.237 m, 14. Oktober 1973, Colombes
- 25.000 m: 1:15:32,6 h, 20. Mai 1973, Berlin
- Marathon: 2:12:50 h, 4. Juni 1972, Manchester
- 3000 m Hindernis: 8:50,2 min, 28. Mai 1964, Kassel